# هارولد روز
هارولد روز (بالإنجليزية: Harold Rose)‏ (1 مايو 1900 بريدنغ في المملكة المتحدة - 1 مايو 1990 بريدنغ في المملكة المتحدة) هو مدرب كرة قدم ولاعب كرة قدم بريطاني (وحمل سابقاً جنسية المملكة المتحدة لبريطانيا العظمى وأيرلندا) في مركز الدفاع. لعب مع نادي ريدنغ ونادي بريستول روفيرز وMid Rhondda F.C. ‏.

## وصلات خارجية
- هارولد روز على موقع عالم كرة القدم.نت (الإنجليزية)